# Kōichi Sakaguchi
Kōichi Sakaguchi (jap. 坂口 候一 Sakaguchi Kōichi; ur. 10 lutego 1968) – japoński seiyū związany z firmą 81 Produce. Okazjonalnie udziela głosu w dubbingu.

## Wybrane role głosowe
- Ai yori aoshi – Tanaka
- Bobobo-bo Bo-bobo – najstarszy brat
- Digimon Adventure 02 – Starmon
- D.Gray-man – Toma
- Glass no kamen – Taichi Hotta
- Hamtaro – wielkie przygody małych chomików – ojciec Yumiko
- Mały kotek Feliks i przyjaciele – Zoo
- MegaMan NT Warrior – Napalmman
- Oh! My Goddess – kierowca ciężarówki
- Pokémon –
  - Arbo (Ekans),
  - Arbok,
  - Gangar (Gengar),
  - Utsubot (Victreebel),
  - Gardie (Growlithe),
  - Różne głosy
- Soul Eater – Kuba Rozpruwacz